# Megas XLR
Megas XLR est une série d'animation américaine créée par Jody Schaeffer et George Krstic et produite chez Cartoon Network Studios pour une diffusion sur la chaîne de télévision Cartoon Network. La série se centre sur un robot mécanique appelé Coop et son meilleur ami Jamie, qui l'a trouvé dans une déchèterie dans le New Jersey. 

## Autour de la série
Les créateurs Schaeffer et Krstic conçoivent originellement l'idée d'une série d'animation dans laquelle le personnage principal serait aux commandes d'un robot géant utilisant ses connaissances en jeux vidéo. L'épisode pilote est initialement diffusé aux États-Unis en 2002 lors du Cartoon Cartoon Weekend Summerfest de Cartoon Network, déterminant quel pilote deviendrait un nouveau Cartoon Cartoon ; celui-ci est bien accueilli par les téléspectateurs. Il est diffusé dans le bloc de programmation Toonami du 1er mai 2004 au 22 avril 2006, en deux saisons et 26 épisodes, avant d'être supprimé par manque d'audience.
La série est positivement accueillie par l'ensemble de la presse spécialisée,, est classée à la 4e place du classement Toons of the 2000s: Top 5 Cartoon Network Originals (top 5 des meilleurs cartoons originaux Cartoon Network) de ToonZone. Ces pétitions et des demandes de continuité ont été menées par les fans depuis sa suppression.

## Production
Pendant une partie de jeu vidéo, Schaeffer et Krstic conçoivent originellement l'idée d'une série d'animation dans laquelle le personnage principal serait aux commandes d'un robot géant. L'épisode pilote est initialement diffusé aux États-Unis en 2002 lors du Cartoon Cartoon Weekend Summerfest de Cartoon Network, déterminant quel pilote deviendrait un nouveau Cartoon Cartoon. L'épisode se popularise chez les téléspectateurs et devient une continuité pour la chaîne. La série s'inspire particulièrement du style mecha japonais, un style avec lequel les deux créateurs ont grandi, et avec lequel ils mélangent avec de l'anime et de l'animation occidentale. À l'origine prévue pour une diffusion en décembre 2003, Megas XLR est finalement lancé dans le bloc de programmation Toonami le 1er mai 2004. Néanmoins, à la suite d'une faible audience, elle est supprimée le 22 avril 2006.
Fin 2012, des fans sur le réseau Twitter lancent le hashtag #BringBackMegasXLR. Le créateur George Krstic et le réalisateur Chris Prynoski annoncent une nouvelle saison de la série. Le 29 avril 2013, George Krstic poste un tweet expliquant que lui et Chris Prynoski sont en discussion avec Titmouse.

## Média
La série est disponible en anglais en intégralité sur iTunes Store et Xbox Video